# Condado de Cleburne (Arkansas)
El condado de Cleburne (en inglés: Cleburne County) es un condado en el estado estadounidense de Arkansas. En el censo de 2000 tenía una población de 24.046 habitantes. La sede de condado es Heber Springs. El condado de Cleburne fue creado el 20 de febrero de 1883, siendo el último de los 75 condados actuales de Arkansas en ser fundado. Fue nombrado en honor a Patrick Cleburne, un general del Ejército de los Estados Confederados.

## Geografía
Según la Oficina del Censo, el condado tiene un área total de 1533 km² (592 sq mi), de la cual 1432 km² (553 sq mi) es tierra y 101 km² (39 sq mi) (6,57%) es agua.

### Condados adyacentes
- Condado de Stone (norte)
- Condado de Independence (noreste)
- Condado de White (sureste)
- Condado de Faulkner (suroeste)
- Condado de Van Buren (oeste)

## Autopistas importantes
- Ruta Estatal de Arkansas 5
- Ruta Estatal de Arkansas 16
- Ruta Estatal de Arkansas 25
- Ruta Estatal de Arkansas 87
- Ruta Estatal de Arkansas 92

## Demografía
En el  censo de 2000, hubo 24 046 personas, 10 190 hogares, y 7408 familias residiendo en el condado. La densidad poblacional era de 44 personas por milla cuadrada (17/km²). En el 2000 había 13 732 unidades unifamiliares en una densidad de 10/km² (25/sq mi). La demografía del condado era de 98,20% blancos, 0,12% afroamericanos, 0,47% amerindios, 0,15% asiáticos, 0,02% isleños del Pacífico, 0,15% de otras razas y 0,89% de dos o más razas. 1,17% de la población era de origen hispano o latino de cualquier raza. 
La renta per cápita promedia para un hogar del condado era de $31 531, y el ingreso promedio para una familia era de $37 273. En 2000 los hombres tenían un ingreso per cápita de $28 844 versus $19 672 para las mujeres. La renta per cápita para el condado era de $17 250 y el 13,10% de la población estaba bajo el umbral de pobreza nacional.

## Ciudades y pueblos
| - Concord - Fairfield Bay | - Greers Ferry - Heber Springs | - Higden - Quitman |